# Adolfo Frederico IV de Meclemburgo-Strelitz
Adolfo Frederico IV de Meclemburgo-Strelitz (5 de maio de 1738 - 2 de junho de 1794) foi o duque de Meclemburgo-Strelitz entre 1752 e a sua morte.

## Biografia
Adolfo Frederico nasceu em Mirow, filho do duque Carlos Luís Frederico de Meclemburgo-Strelitz e da sua esposa, a duquesa Isabel Albertina de Saxe-Hildburghausen. O seu pai era o filho mais novo do duque Adolfo Frederico II de Meclemburgo-Strelitz.
Adolfo foi o herdeiro presuntivo de Meclemburgo-Strelitz desde a morte do seu pai a 5 de junho de 1752 até suceder ao seu tio, o duque Adolfo Frederico III, a 11 de dezembro do mesmo ano.  Em 1753 ingressou na Universidade de Greifswald e, em 1764 recebeu a Ordem da Jarreteira.
Nos seus primeiros anos de reinado foi a sua mãe, a duquesa Isabel Albertina, que assumiu a regência do país sob a protecção do rei Jorge II da Grã-Bretanha, já que Adolfo tinha apenas catorze anos de idade quando sucedeu ao seu tio. Adolfo nunca se casou. Após a sua morte, em Neustrelitz, em 1794, foi sucedido pelo seu irmão, Carlos.

## Genealogia
| Adolfo Frederico IV de Meclemburgo-Strelitz | Pai: Carlos Luís Frederico de Meclemburgo-Strelitz | Avô paterno: Adolfo Frederico II de Meclemburgo-Strelitz   | Bisavô paterno: Adolfo Frederico I de Meclemburgo-Schwerin         |
| Adolfo Frederico IV de Meclemburgo-Strelitz | Pai: Carlos Luís Frederico de Meclemburgo-Strelitz | Avô paterno: Adolfo Frederico II de Meclemburgo-Strelitz   | Bisavó paterna: Maria Catarina de Brunswick-Dannenberg             |
| Adolfo Frederico IV de Meclemburgo-Strelitz | Pai: Carlos Luís Frederico de Meclemburgo-Strelitz | Avó paterna: Cristiana Emília de Schwarzburg-Sondershausen | Bisavô paterno: Cristiano Guilherme I de Schwarzburg-Sondershausen |
| Adolfo Frederico IV de Meclemburgo-Strelitz | Pai: Carlos Luís Frederico de Meclemburgo-Strelitz | Avó paterna: Cristiana Emília de Schwarzburg-Sondershausen | Bisavó paterna: Antónia Sibila de Barby-Mühlingen                  |
| Adolfo Frederico IV de Meclemburgo-Strelitz | Mãe: Isabel Albertina de Saxe-Hildburghausen       | Avô materno: Ernesto Frederico I de Saxe-Hildburghausen    | Bisavô materno: Ernesto de Saxe-Hildburghausen                     |
| Adolfo Frederico IV de Meclemburgo-Strelitz | Mãe: Isabel Albertina de Saxe-Hildburghausen       | Avô materno: Ernesto Frederico I de Saxe-Hildburghausen    | Bisavó materna: Sofia de Waldeck                                   |
| Adolfo Frederico IV de Meclemburgo-Strelitz | Mãe: Isabel Albertina de Saxe-Hildburghausen       | Avó materna: Sofia Albertina de Erbach-Erbach              | Bisavô materno: Jorge Luís I de Erbach-Erbach                      |
| Adolfo Frederico IV de Meclemburgo-Strelitz | Mãe: Isabel Albertina de Saxe-Hildburghausen       | Avó materna: Sofia Albertina de Erbach-Erbach              | Bisavó materna: Amália Catarina de Waldeck-Eisenberg               |